# Paradise (Kansas)
Paradise es una ciudad ubicada en el condado de Russell en el estado estadounidense de Kansas. En el año 2010 tenía una población de 49 habitantes y una densidad poblacional de 70 personas por km².

## Geografía
Paradise se encuentra ubicada en las coordenadas 39°6′56″N 98°55′3″O / 39.11556, -98.91750 (39.115445, -98.917428).

## Demografía
Según la Oficina del Censo en 2000 los ingresos medios por hogar en la localidad eran de $28,333 y los ingresos medios por familia eran $34,375. Los hombres tenían unos ingresos medios de $26,563 frente a los $11,250 para las mujeres. La renta per cápita para la localidad era de $15,253. Alrededor del 14.3% de la población estaban por debajo del umbral de pobreza.